# Comunità ebraica di Chieri

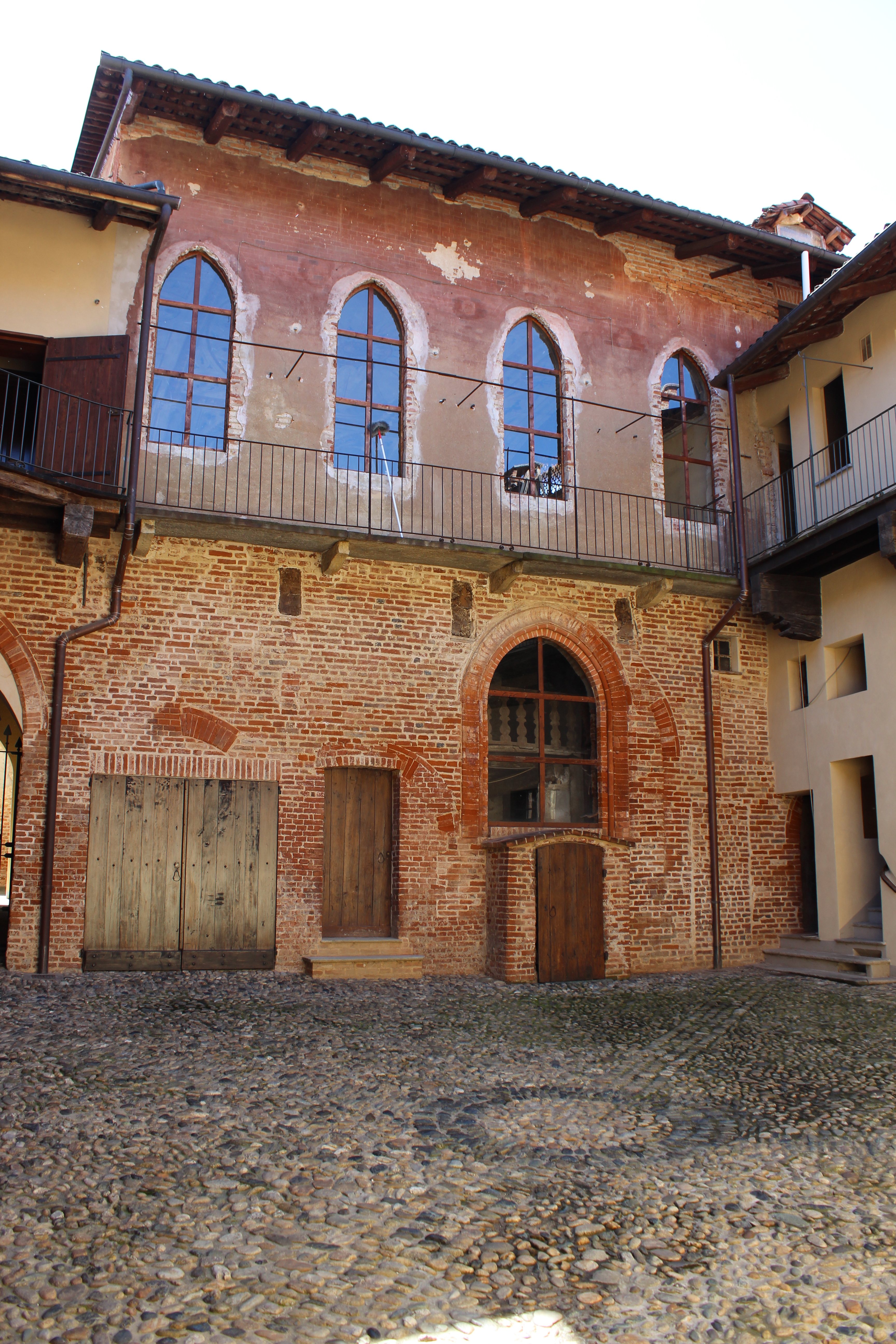
Il ghetto di Chieri

La comunità ebraica di Chieri è una comunità attestata tra il XV e il XX secolo.

## Storia
Chieri fu sede, fino al 1931, di una delle più fiorenti comunità ebraiche del Piemonte. La presenza ebraica è documentata fin dal XV secolo, nel quartiere attorno alla chiesa di San Domenico. Nel 1724, con l'istituzione del ghetto, i 73 ebrei allora residenti a Chieri furono costretti a vivere nel palazzo Villa, in via della Pace 8, dove dal cortile si accedeva anche alla sinagoga. 
Tra il 1814 e il 1833 la comità ebraica fu guidata dal Rav.Eliseo Pontremoli.
Raggiunta l'emancipazione nel 1848, gli ebrei di Chieri aderirono con entusiasmo al processo risorgimentale. Il poeta David Levi, nato in un'agiata famiglia israelita di Chieri, si recò in esilio volontario all'estero, entrò in contatto con Mazzini e cooperò all'organizzazione della spedizione dei fratelli Bandiera in Calabria. Tra coloro che parteciparono alla presa di Roma nel 1870 c'era anche l'ebreo chierese Giacomo Segre. La fine del ghetto significò però anche il declino della comunità ebraica per la forte emigrazione verso i centri maggiori della regione.
La Sinagoga di Chieri fu smantellata nel 1937; i suoi preziosi arredi barocchi furono trasferiti a Torino dove dal 1942 si trovano nel tempietto sotterraneo della Sinagoga di Torino, in sostituzione di quelli andati distrutti nel bombardamento del novembre 1942. A Chieri, all'interno del Palazzo Villa si può ancor oggi individuare la scala monumentale e la sala affrescata dove sorgeva la sinagoga. A testimonianza della presenza ebraica a Chieri rimangono, oltre all'edificio del ghetto e della sinagoga, tre cimiteri (in via di Nostra Signora della Scala, sulla strada statale n. 10 e in vicolo Santo Stefano). Alcune vicende della comunità di Chieri sono narrate nel volume di Emanuele Levi intitolato "Il giornale di Emanuele (1822)", edito da Sellerio nel 2005 e curato da Alberto Cavaglion.